# Партизанин
Партизанин (болг. Партизанин) — село в Болгарии. Находится в Старозагорской области, входит в общину Братя-Даскалови. Население составляет 518 человек.

## Политическая ситуация
В местном кметстве Партизанин, в состав которого входит Партизанин, должность кмета (старосты) исполняет Петыр Пенев Узунов (Болгарская социалистическая партия (БСП)) по результатам выборов правления кметства.
Кмет (мэр) общины Братя-Даскалови — Ваня Тодорова Стоева (коалиция партий: Болгарская социалистическая партия (БСП), национальное движение «Симеон Второй» (НДСВ)) по результатам выборов в правление общины.